# 赤黄蝇犬
赤黄蝇犬（学名：Pellenes maderianus）为跳蛛科蝇犬属的动物。分布于欧洲以及中国大陆的西藏等地，常栖息于草丛。该物种的模式产地在欧洲。